# Republikanci (Francuska)
Republikanci (francuski: Les Républicains) naziv je za francusku političku stranku desnog centra osnovanu 30. svibnja 2015. preimenovanjem Saveza za narodni pokret, kojeg je 2002. osnovao tadašnji predsjednik Jacques Chirac. Uz još konzervativniju Nacionalnu frontu i ljevičarsku Socijalističku stranku jedna je od najvećih francuskih političkih stranaka. Republikanci su članovi Europske pučke stranke i Međunarodne demokratske unije.
Glavna politička uvjerenja i stajališta Republikanaca su golizam, politička baština Charlesa de Gaullea, liberalni konzervativizam i demokršćanstvo kao konzervativni temelj stranke uz koji se veže i domoljublje.
Za prvoga predsjednika stranke izabran je Nicolas Sarkozy, koji je tu dužnost vršio od osnutka do 23. kolovoza 2016., kada ga nasljeđuje Laurent Wauquiez.

## Vodstvo

### Predsjednici
| Br. | Političar        | Slika | Početak mandata    | Kraj mandata       |
| --- | ---------------- | ----- | ------------------ | ------------------ |
| 1.  | Nicolas Sarkozy  |       | 30. svibnja 2015.  | 23. kolovoza 2016. |
| 2.  | Laurent Wauquiez |       | 23. kolovoza 2016. |                    |

### Potpredsjednici
| Br. | Političar                  | Slika | Početak mandata    | Kraj mandata       |
| --- | -------------------------- | ----- | ------------------ | ------------------ |
| 1.  | Nathalie Kosciusko-Morizet |       | 30. svibnja 2015.  | 15. prosinca 2015. |
| 2.  | Laurent Wauquiez           |       | 15. prosinca 2015. | 23. kolovoza 2016. |